# Bockwindmühle Machtsum

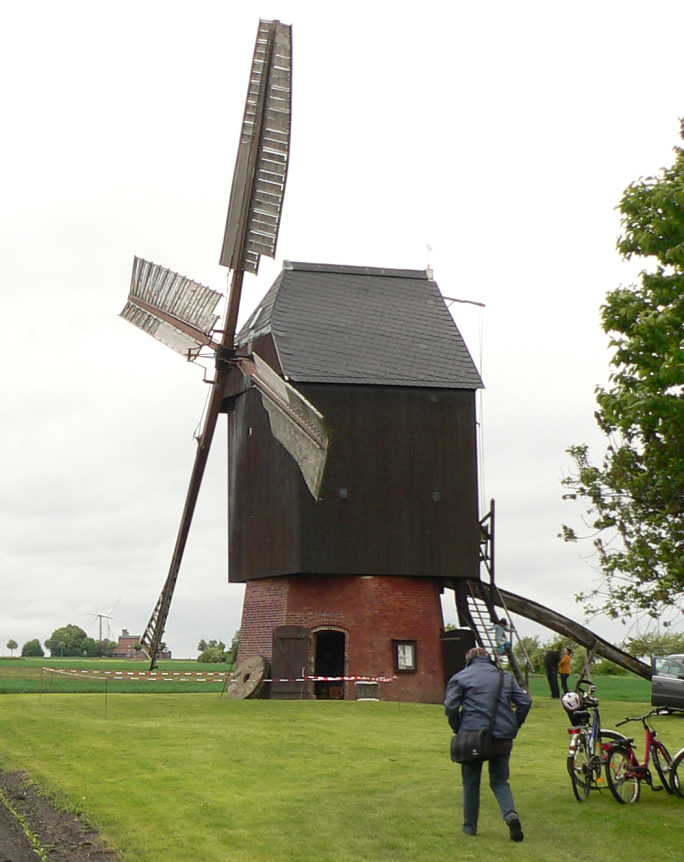
Bockwindmühle Machtsum am Deutschen Mühlentag 2013

Die Bockwindmühle Machtsum ist eine Windmühle in Machtsum im Landkreis Hildesheim in Niedersachsen. Die Bockwindmühle wurde um 1638 vor Wirringen errichtet und kam 1888 durch Kauf nach Machtsum. Das heute denkmalgeschützte Bauwerk mit einem massiven Unterbau aus Backstein gilt als eines der Wahrzeichen des Ortes. 

## Beschreibung
Die Jahreszahl 1638 als Errichtungsdatum ist im Hausbaum eingeschnitzt. An der Mahlleiste gibt es Inschriften mit den Jahreszahlen 1787 und 1847. Sie verweisen auf den ursprünglichen Aufstellungsort. Die Mühle weist neue Stahl-Jalousieflügel auf. Es wurden ein neuer Steert sowie eine neue Haspel angebracht. Die Mühle ist vollständig restauriert. Sie ist die einzige betriebsbereite Windmühle im Hildesheimer Land. 

## Geschichte

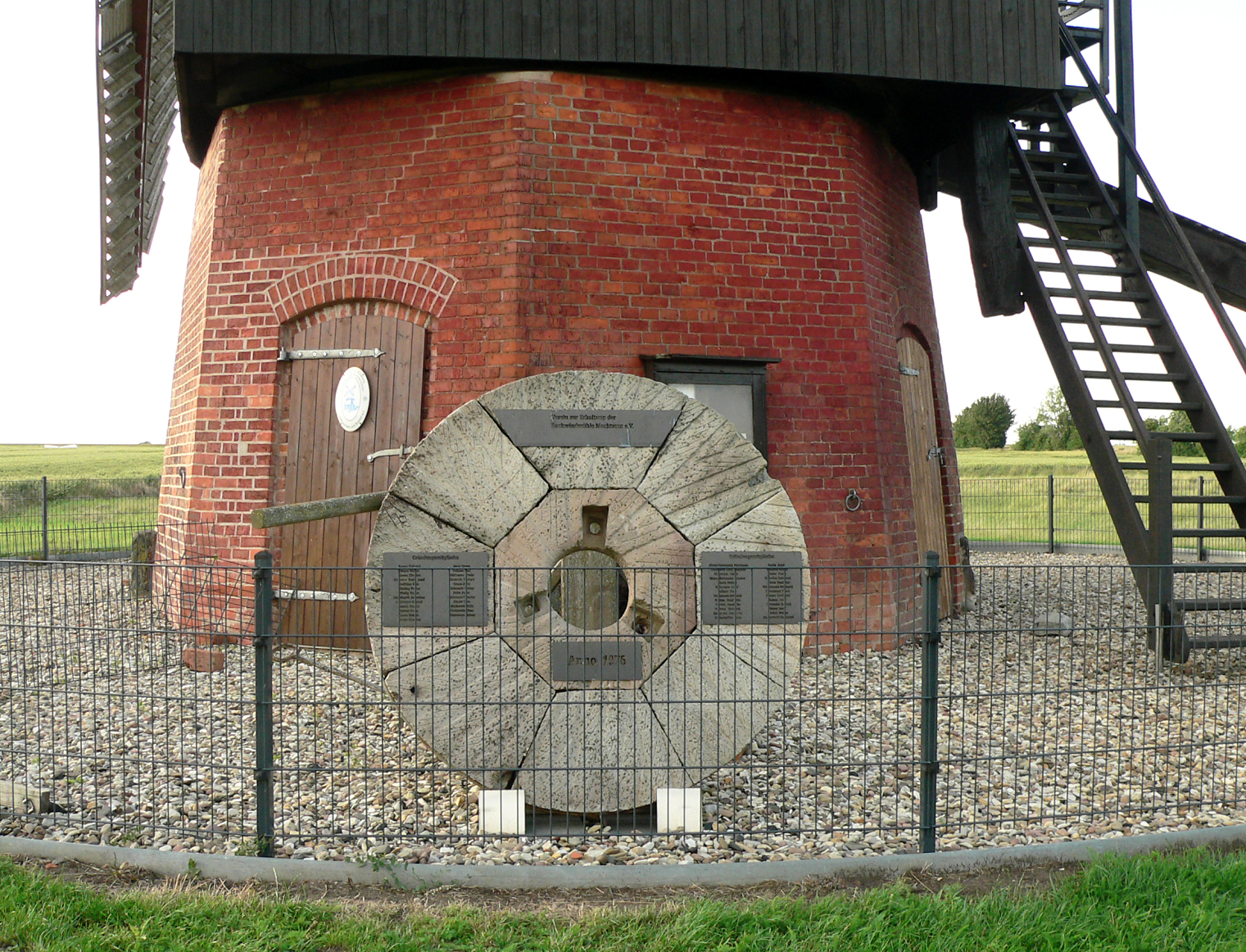
Mahlstein mit Gedenkinschriften vor der Mühle

1960 wurde der Mühlenbetrieb eingestellt. Danach verfiel die Mühle und wurde baufällig. 1976 gründeten 51 Personen den „Verein zur Erhaltung der Windmühle Machtsum e.V.“. 1980 wurde mit der Mühle wieder geschrotet und Mehl gemahlen. 1984 wurde das Dach mit Eternitschiefer neu gedeckt. 1990 wurde die Mühle in das Verzeichnis der Kulturdenkmale aufgenommen. Die Mühle nimmt regelmäßig am Deutschen Mühlentag und am Tag des offenen Denkmals teil.